# Marathon Rotterdam
De Marathon Rotterdam is een jaarlijks terugkerend evenement, dat gehouden wordt in Rotterdam. De eerste editie dateert uit 1981. In Nederland staat deze marathon op de eerste plaats, op basis van het aantal deelnemers in 2023. De marathon van Rotterdam, sinds 2015 officieel NN Marathon Rotterdam geheten, staat in de top 10 op de lijst van grootste marathons in Europa en is door het blad Runner's World bij de top tien gerangschikt.

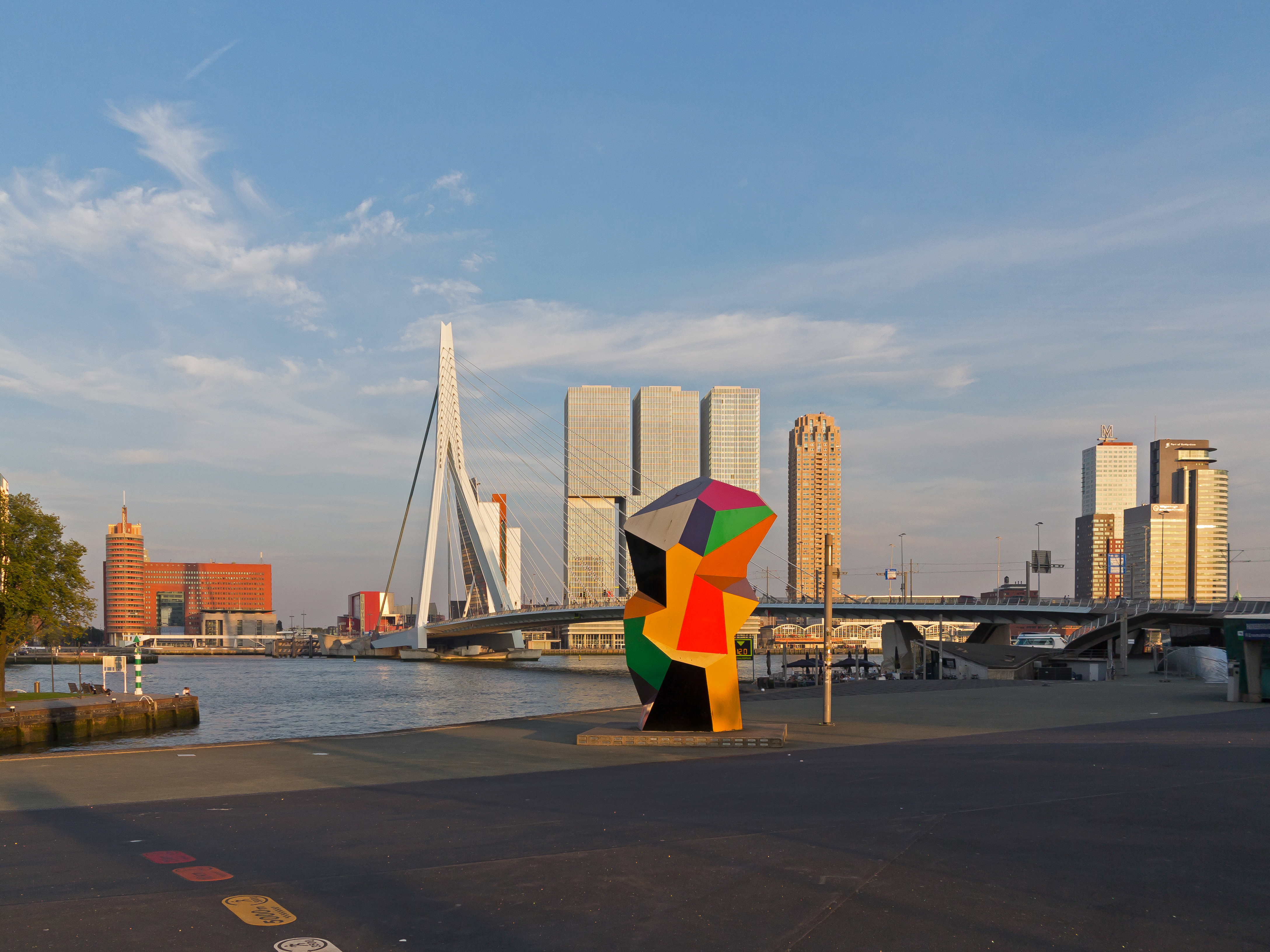
Het marathonbeeld bij de Erasmusbrug

In 1985, 1988 en 1998 werden hier twee wereldrecords bij de mannen en een bij de vrouwen gelopen.
De marathon wordt meestal in de maand april gelopen. Start en finish zijn op de Coolsingel voor het stadhuis. Sinds 2018 wordt echter gestart op de Schiedamsedijk aan de voet van de Erasmusbrug en gefinisht op de Coolsingel. Door middel van een kanonschot wordt steeds het startschot gegeven. Sinds 2022 is dit kanonschot vanwege de oorlog in Oekraïne vervangen door een scheepshoorn. Sinds jaar en dag wordt dit startschot ingeluid door You'll Never Walk Alone, vanuit een hoogwerker gezongen, tot 2024 door Lee Towers. In 2023 en 2024 zong hij het lied echter niet vanaf de hoogwerker, maar op de grond vanaf een stoel, omdat hij eerder dat jaar tijdens een valpartij in zijn nieuwe woning zijn heup brak en moest revalideren. Hierdoor was het voor hem niet mogelijk om in de hoogwerker te klimmen. In 2024 zong hij het voor de 30e en laatste keer. Vanaf 2025 zal het lied nog wel te horen zijn bij de start, maar dat gebeurt dan op een andere manier. Het zal vanaf dan elk jaar door een andere artiest worden gezongen Francis van Broekhuizen doet dit bij de Marathon van 2025. In 2024 werd bij de start tevens een minuut stilte gehouden ter nagedachtenis van de Keniaanse marathonloper Kelvin Kiptum die dat jaar ook in Rotterdam zou starten, maar in februari van dat jaar was omgekomen bij een verkeersongeluk. De minimumleeftijd om te mogen deelnemen is twintig jaar.

## Geschiedenis

### Eerste editie meer dan 100 jaar geleden
De eerste marathon in de Maasstad werd officieel gehouden op 23 mei 1909 en de winnaar was Niset, een inmiddels totaal vergeten Belgische hardloper. Ook werd het Nederlands kampioenschap marathon driemaal in Rotterdam gehouden voor de jaarlijkse marathon van Rotterdam. Dit was in 1937, 1950 en 1973. Deze wedstrijden werden gewonnen door respectievelijk Bram Groeneweg (1937; 2:54.03,6), Ad Moons (1950; 2:58.12) en Johan Kijne (1973; 2:24.30). Ook hield de Rotterdamse atletiekvereniging Metro in de jaren zestig viermaal een marathon op een parcours door het Kralingse Bos.In 1972 organiseerde Metro voor het eerst een marathon in Rotterdam. In het organisatiecomité zaten Wim Teerlink sr, Gerard van Maurik, Piet Schoonen, Freek van der Griendt en Lou Schriel. Vergeleken met de huidige Rotterdam Marathon waren de marathons van de jaren 70 zeer eenvoudig van opzet. Gerda Honkoop: “Het was heel primitief. Gewoon buiten met een tafel en de atleten konden zich inschrijven.” De AW schreef: “Drieduizend harde guldens gooide Metro er tegen aan, waarvan slechts zeer weinig door sponsors zou worden terugbetaald.” De overwinning ging naar Berney Allen in 2:16.35, een toptijd in die dagen. Het jaar daarop gold de door Metro georganiseerde marathon als NK en was het Johan Kijne die won in 2:24.30.

### Marathon voorrang boven kunststofbaan
Het idee van een internationale marathon ontstond in 1980. Op 17 mei 1980 organiseerde de Rotterdamse Atletiekvereniging PAC ter gelegenheid van het 85-jarig bestaan het Nederlands kampioenschap over 25 kilometer. Gerard Rooijakkers, ambtenaar van de Gemeente Rotterdam, nam het initiatief en ging in gesprek met enkele vertegenwoordigers van de Rotterdamse clubs. Deze clubs bleken liever een nieuwe kunststof atletiekbaan te willen dan een marathon. Omdat de marathon gemakkelijker te realiseren was, werd dit plan uitgevoerd. Het houden van het evenement in september 1980 bleek wat te ambitieus en zo werden plannen gesmeed om dit evenement een jaar later doorgang te laten vinden. Inspiratie over hoe een marathon goed dient te worden georganiseerd, werd opgedaan in onder meer New York, Stockholm en Kaapstad.
Op 23 mei 1981 vond het jaarlijkse evenement voor het eerst plaats. Bij de eerste editie kwamen ruim 200 deelnemers aan de start. De regen kwam hierbij met bakken uit de hemel. De Schot John Graham arriveerde na een indrukwekkende solo van zes ronden door het Kralingse Bos als eerste op de meet. Zijn finishtijd van 2:09.28 gaf het evenement direct een goede internationale reputatie. De eindtijd van de Schot, later de derde tijd van het jaar, bleek zo snel, dat NOS Teletekst durfde te stellen dat het parcours niet correct gemeten zou zijn. Voor zijn overwinning kreeg Graham 750 Engelse pond aan prijzengeld. Jacques Valentin eindigde als eerste Nederlander op de derde plaats.

### Wereldrecords
Bij de mannen werd tweemaal een wereldrecord gelopen. Op 20 april 1985 werd voor het eerst binnen de twee uur en acht minuten gelopen. De Portugese atleet Carlos Lopes legde het parcours van 42,195 kilometer af in een tijd van 2:07.12. Belayneh Densamo verbeterde op 17 april 1988 deze prestatie tot 2:06.50. Hij won deze wedstrijd ook in 1987, 1989 en 1996. Dit record hield elf jaar stand, totdat het door Ronaldo da Costa bij de marathon van Berlijn werd verbeterd tot 2:06.05. Het parcoursrecord werd in 2008 verbeterd door William Kipsang, die de klassieke afstand in 2:05.49 overbrugde.
In 2007 werd halverwege de marathon afgelast voor recreanten, vanwege de gevolgen van een ongebruikelijk hoge temperatuur. Aan het begin van de middag was het al bijna 25 graden Celsius, de maximumtemperatuur werd uiteindelijk 27,1. De wedstrijdlopers waren echter voor de afgelasting al gefinisht. Het parcoursrecord staat sinds 2021 met 2:03.36 op naam van Bashir Abdi. In 2010 finishte de Keniaan Patrick Makau in een tijd van 2:04.48, de snelste marathontijd van het seizoen 2010.

### Sinds 1990 ook voor vrouwen interessant
Vrouwen speelden lange tijd geen grote rol in deze wedstrijd. De eerste internationale editie werd gewonnen door de Nederlandse Marja Wokke in 2:43.23. Pas in 1990 zette Carla Beurskens de wedstrijd internationaal echt op de kaart met haar parcoursrecord van 2:29.47. Dat het parcours wel degelijk snel was, bewees de Keniaanse Tegla Loroupe in 1997 met haar 2:22.07. Een jaar later was zij bij de Marathon Rotterdam opnieuw sneller en verbeterde er het wereldrecord tot 2:20.47. Het evenement had toen gedurende enkele jaren het wereldrecord bij zowel de mannen als de vrouwen in handen.

### Editie 2020

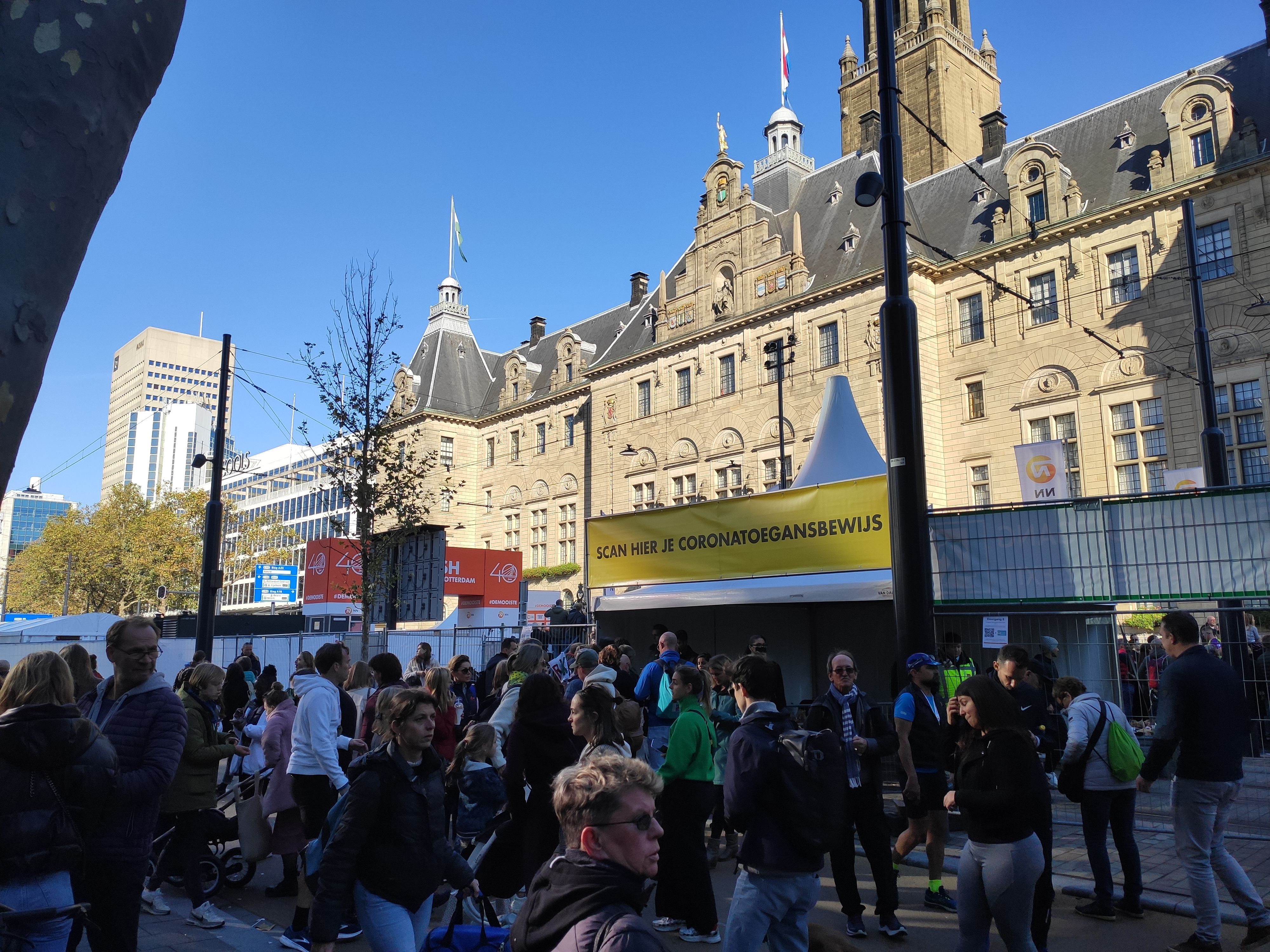
Checkpunt voor coronatoegangsbewijzen van de publiekstribune in de buurt van de finish voor het stadhuis (2021)

Op 12 maart 2020 werd bekendgemaakt dat de editie van 2020, waarvan alle evenementen op 4 en 5 april zouden plaatsvinden, werd verplaatst in verband met de wereldwijde dreiging van het coronavirus.
De nieuwe data werden 24 en 25 oktober 2020. Op 20 juli 2020 is de editie van dat jaar definitief afgelast. De editie van 2021 werd wederom uitgesteld, deze kon wel gelopen worden, op zondag 24 oktober 2021.

## Statistieken

### Parcoursrecords
- Mannen: 2:03.36 -  Bashir Abdi (2021)
- Vrouwen: 2:18.58 -  Tiki Gelana (2012)

### Top 10 finishtijden
Met een gemiddelde tijd van 2:04.12,8 over de snelste tien finishtijden ooit gelopen bij deze wedstrijd, is de Marathon Rotterdam de snelste marathon van Nederland, de gemiddelde tijd van Amsterdam is 2:04.29,7. Wereldwijd staat Rotterdam nu op de zevende plaats van de lijst van snelste marathonsteden.
| Rang | Naam              | Land | Tijd    | Jaar | Plek |
| ---- | ----------------- | ---- | ------- | ---- | ---- |
| 1    | Bashir Abdi       | BEL  | 2:03.36 | 2021 | 1    |
| 2    | Bashir Abdi       | BEL  | 2:03.48 | 2023 | 1    |
| 3    | Timothy Kiplagat  | KEN  | 2:03.50 | 2023 | 2    |
| 4    | Marius Kipserem   | KEN  | 2:04.04 | 2021 | 2    |
| 5    | Marius Kipserem   | KEN  | 2:04.11 | 2019 | 1    |
| 6    | Duncan Kibet      | KEN  | 2:04.27 | 2009 | 1    |
| 7    | James Kwambai     | KEN  | 2:04.27 | 2009 | 2    |
| 8    | Dawit Wolde       | ETH  | 2:04.27 | 2021 | 3    |
| 9    | Geoffrey Kamworor | KEN  | 2:04.33 | 2025 | 1    |
| 10   | Abdi Nageeye      | NED  | 2:04.45 | 2024 | 1    |

(bijgewerkt t/m 15-04-2025)

### Top 10 snelste Nederlanders
| Plek | Man                 | Tijd (jaar)    |
| ---- | ------------------- | -------------- |
| 1    | Abdi Nageeye        | 2:04.45 (2024) |
| 2    | Marti ten Kate      | 2:10.04 (1989) |
| 3    | Greg van Hest       | 2:10.05 (1999) |
| 4    | Kamiel Maase        | 2:10.08 (1999) |
| 5    | Bert van Vlaanderen | 2:10.27 (1998) |
| 6    | Björn Koreman       | 2:10.32 (2022) |
| 7    | Koen Raymaekers     | 2:10.35 (2012) |
| 8    | Khalid Choukoud     | 2:10.52 (2014) |
| 9    | Luc Krotwaar        | 2:10.59 (2002) |
| 10   | Michel Butter       | 2:11.00 (2017) |

(tabel bijgewerkt t/m 2024)

### Uitslagen
| Editie | Datum           | Snelste man        | Land                | Tijd         | Snelste vrouw      | Land           | Tijd         |
| ------ | --------------- | ------------------ | ------------------- | ------------ | ------------------ | -------------- | ------------ |
| 44     | 13 april 2025   | Geoffrey Kamworor  | Kenia               | 2:04:33      | Jackline Cherono   | Kenia          | 2:21:14      |
| 43     | 14 april 2024   | Abdi Nageeye       | Nederland           | 2:04.45      | Ashete Bekere      | Ethiopië       | 2:19.30      |
| 42     | 16 april 2023   | Bashir Abdi        | België              | 2:03.48      | Eunice Chumba      | Bahrein        | 2:20.31      |
| 41     | 10 april 2022   | Abdi Nageeye       | Nederland           | 2:04.56      | Haven Hailu        | Ethiopië       | 2:21.59      |
| 40     | 24 oktober 2021 | Bashir Abdi        | België              | 2:03.36      | Stella Barsosio    | Kenia          | 2:22.07      |
| 39     | 7 april 2019    | Marius Kipserem    | Kenia               | 2:04.11      | Ashete Bekere      | Ethiopië       | 2:22.55      |
| 38     | 8 april 2018    | Kenneth Kipkemoi   | Kenia               | 2:05.44      | Visiline Jepkesho  | Kenia          | 2:23.47      |
| 37     | 9 april 2017    | Marius Kimutai     | Kenia               | 2:06.04      | Meskerem Assefa    | Ethiopië       | 2:24.17      |
| 36     | 10 april 2016   | Marius Kipserem    | Kenia               | 2:06.11      | Letebrhan Haylay   | Ethiopië       | 2:26.15      |
| 35     | 12 april 2015   | Abera Kuma         | Ethiopië            | 2:06.47      | Asami Kato         | Japan          | 2:26.30      |
| 34     | 13 april 2014   | Eliud Kipchoge     | Kenia               | 2:05.00      | Abebech Afework    | Ethiopië       | 2:27.50      |
| 33     | 14 april 2013   | Tilahun Regassa    | Ethiopië            | 2:05.38      | Jemima Jelagat     | Kenia          | 2:23.27      |
| 32     | 15 april 2012   | Yemane Tsegay      | Ethiopië            | 2:04.48      | Tiki Gelana        | Ethiopië       | 2:18.58      |
| 31     | 10 april 2011   | Wilson Chebet      | Kenia               | 2:05.27      | Philes Ongori      | Kenia          | 2:24.20      |
| 30     | 11 april 2010   | Patrick Makau      | Kenia               | 2:04.48      | Aberu Kebede       | Ethiopië       | 2:25.29      |
| 29     | 5 april 2009    | Duncan Kibet       | Kenia               | 2:04.27      | Nailja Joelamanova | Rusland        | 2:26.30      |
| 28     | 13 april 2008   | William Kipsang    | Kenia               | 2:05.49,0    | Ljoebov Morgoenova | Rusland        | 2:25.10      |
| 27     | 15 april 2007   | Joshua Chelanga    | Kenia               | 2:08.20,5    | Hiromi Ominami     | Japan          | 2:26.36,1    |
| 26     | 9 april 2006    | Sammy Korir        | Kenia               | 2:06.37,7    | Mindaye Gishu      | Ethiopië       | 2:28.29,3    |
| 25     | 10 april 2005   | Jimmy Muindi       | Kenia               | 2:07.49,1    | Lornah Kiplagat    | Nederland      | 2:27.35,7    |
| 24     | 4 april 2004    | Felix Limo         | Kenia               | 2:06.14      | Zhor El Kamch      | Marokko        | 2:26.10      |
| 23     | 13 april 2003   | William Kiplagat   | Kenia               | 2:07.42      | Olivera Jevtić     | Joegoslavië    | 2:25.23      |
| 22     | 21 april 2002   | Simon Biwott       | Kenia               | 2:08.39      | Takami Ominami     | Japan          | 2:23.43      |
| 21     | 22 april 2001   | Josephat Kiprono   | Kenia               | 2:06.50      | Susan Chepkemei    | Kenia          | 2:25.45      |
| 20     | 16 april 2000   | Kenneth Cheruiyot  | Kenia               | 2:08.22      | Ana Isabel Alonso  | Spanje         | 2:30.21      |
| 19     | 18 april 1999   | Japhet Kosgei      | Kenia               | 2:07.09      | Tegla Loroupe      | Kenia          | 2:22.48      |
| 18     | 19 april 1998   | Fabián Roncero     | Spanje              | 2:07.26      | Tegla Loroupe      | Kenia          | 2:20.47 (WR) |
| 17     | 20 april 1997   | Domingos Castro    | Portugal            | 2:07.51      | Tegla Loroupe      | Kenia          | 2:22.07      |
| 16     | 28 april 1996   | Belayneh Densamo   | Ethiopië            | 2:10.30      | Lieve Slegers      | België         | 2:28.06      |
| 15     | 23 april 1995   | Martín Fiz         | Spanje              | 2:08.57      | Mónica Pont        | Spanje         | 2:30.34      |
| 14     | 17 april 1994   | Vincent Rousseau   | België              | 2:07.51      | Miyoko Asasina     | Japan          | 2:25.52      |
| 13     | 18 april 1993   | Dionicio Cerón     | Mexico              | 2:11.06      | Anne van Schuppen  | Nederland      | 2:34.15      |
| 12     | 5 april 1992    | Salvador García    | Mexico              | 2:09.16      | Aurora Cunha       | Portugal       | 2:29.14      |
| 11     | 21 april 1991   | Robert de Castella | Australië           | 2:09.42      | Joke Kleijweg      | Nederland      | 2:34.18      |
| 10     | 22 april 1990   | Hiromi Taniguchi   | Japan               | 2:10.56      | Carla Beurskens    | Nederland      | 2:29.47      |
| 9      | 16 april 1989   | Belayneh Densamo   | Ethiopië            | 2:08.40      | Elena Murgoci      | Roemenië       | 2:32.03      |
| 8      | 17 april 1988   | Belayneh Densamo   | Ethiopië            | 2:06.50 (WR) | Xiao Hongyan       | China          | 2:37.46      |
| 7      | 18 april 1987   | Belayneh Densamo   | Ethiopië            | 2:12.58      | Nelly Aerts        | België         | 2:53.47      |
| 6      | 19 april 1986   | Abebe Mekonnen     | Ethiopië            | 2:09.09      | Ellinor Ljungros   | Zweden         | 2:41.06      |
| 5      | 20 april 1985   | Carlos Lopes       | Portugal            | 2:07.12 (WR) | Wilma Rusman       | Nederland      | 2:35.32      |
| 4      | 14 april 1984   | Gidamis Shahanga   | Tanzania            | 2:11.12      | Carla Beurskens    | Nederland      | 2:34.56      |
| 3      | 9 april 1983    | Robert de Castella | Australië           | 2:08.37      | Rosa Mota          | Portugal       | 2:32.27      |
| 2      | 22 mei 1982     | Rodolfo Gómez      | Mexico              | 2:11.57      | Mathilde Heuing    | West-Duitsland | 2:54.03      |
| 1      | 23 mei 1981     | John Graham        | Verenigd Koninkrijk | 2:09.28      | Marja Wokke        | Nederland      | 2:43.23      |

### Finishers
| Jaar | Marathon | waarvan vrouwen | 10 km         | waarvan vrouwen | 5 km          | waarvan vrouwen |
| ---- | -------- | --------------- | ------------- | --------------- | ------------- | --------------- |
| 2018 | 13.980   | 3.321           | 13.806        | 6879            | 1735          | 983             |
| 2017 | 13.063   | ?               | 12.677        | ?               | 1552          | ?               |
| 2016 | 12.798   | ?               | 12.526        | ?               | 1795          | ?               |
| 2015 | 11.879   | 2372            | 11.529        | 6044            | 1929          | 1071            |
| 2014 | 10.658   | 2077            | 10.366        | 5375            | 2018          | 1223            |
| 2013 | 7798     | 1555            | 9786          | 4630            | 1563          | 901             |
| 2012 | 7525     | 1299            | 6856          | 3103            | 1940          | 1088            |
| 2011 | 7328     | 1202            | 6443          | 2765            | 1638          | 795             |
| 2010 | 7856     | 1258            | 4623          | 1922            | 1437          | 621             |
| 2009 | 6444     | 1037            | 3789          | 1625            | 1342          | 562             |
| 2008 | 6841     | 1120            | 3171          | 1338            | 0654          | 328             |
| 2007 | 4340     | 0547            | 2230          | 0878            | 0370          | 197             |
| 2006 | 7323     | 1326            | niet gehouden | niet gehouden   | niet gehouden | niet gehouden   |

### Nederlands kampioenschap
In totaal werd het Nederlands kampioenschap op de marathon twintig keer gehouden in Rotterdam:
| Aantal | Datum         | Man                 | Man           | Man       | Man    | Vrouw                       | Vrouw                       | Vrouw                       | Vrouw                       | Uitslagen |
| Aantal | Datum         | Naam                | Nationaliteit | Tijd      | Plaats | Naam                        | Nationaliteit               | Tijd                        | Plaats                      | Uitslagen |
| ------ | ------------- | ------------------- | ------------- | --------- | ------ | --------------------------- | --------------------------- | --------------------------- | --------------------------- | --------- |
| 20     | 14 april 2024 | Abdi Nageeye        | NED           | 2:04.45   | 1      | Anne Luijten                | NED                         | 2:28.47                     | 12                          | Uitslagen |
| 19     | 16 april 2023 | Abdi Nageeye        | NED           | 2:05.32   | 3      | Anne Luijten                | NED                         | 2:30.59                     | 43                          | Uitslagen |
| 18     | 12 april 2015 | Abdi Nageeye        | NED           | 2:11.33   | 9      | Miranda Boonstra            | NED                         | 2:32.13                     | 4                           | Uitslagen |
| 17     | 11 april 2010 | Koen Raymaekers     | NED           | 2:11.09   | 9      | Merel de Knegt              | NED                         | 2:38.41                     | 10                          | Uitslagen |
| 16     | 15 april 2007 | Luc Krotwaar        | NED           | 2:15.27,4 | 10     | Nadezhda Wijenberg          | NED                         | 2:37.24,4                   | 6                           | Uitslagen |
| 15     | 9 april 2006  | Kamiel Maase        | NED           | 2:10.44,2 | 10     | Kristijna Loonen            | NED                         | 2:43.13,2                   | 10                          | Uitslagen |
| 14     | 10 april 2005 | Kamiel Maase        | NED           | 2:12.50,1 | 11     | Lornah Kiplagat             | NED                         | 2:27.35,7                   | 1                           | Uitslagen |
| 13     | 4 april 2004  | Luc Krotwaar        | NED           | 2:11.56,0 | 7      | Nadezhda Wijenberg          | NED                         | 2:38.38,1                   | 8                           | Uitslagen |
| 12     | 13 april 2003 | Kamiel Maase        | NED           | 2:10.28   | 11     | Anne van Schuppen           | NED                         | 2:35.52                     | 5                           | Uitslagen |
| 11     | 21 april 2002 | Luc Krotwaar        | NED           | 2:10.59   | 5      | Vivian Ruijters             | NED                         | 2:37.36                     | 7                           | Uitslagen |
| 10     | 22 april 2001 | Peter van Egdom     | NED           | 2:19.24   | 24     | Nadezhda Wijenberg          | NED                         | 2:30.25                     | 4                           | Uitslagen |
| 9      | 28 april 1996 | Aiduna Aitnafa      | ETH           | 2:11.46   | 6      | Anne van Schuppen           | NED                         | 2:31.26                     | 3                           | Uitslagen |
| 8      | 23 april 1995 | Bert van Vlaanderen | NED           | 2:10.36   | 2      | Carla Beurskens             | NED                         | 2:32.39                     | 3                           | Uitslagen |
| 7      | 17 april 1994 | Aart Stigter        | NED           | 2:15.38   | 13     | Carla Beurskens             | NED                         | 2:29.43                     | 3                           | Uitslagen |
| 6      | 18 april 1993 | Bert van Vlaanderen | NED           | 2:13.17   | 6      | Anne van Schuppen           | NED                         | 2:34.15                     | 1                           | Uitslagen |
| 5      | 5 april 1992  | Bert van Vlaanderen | NED           | 2:11.53   | 4      | Mieke Pullen                | NED                         | 2:38.06                     | 4                           | Uitslagen |
| 4      | 21 april 1991 | Bert van Vlaanderen | NED           | 2:12.48   | 8      | Joke Kleijweg               | NED                         | 2:34.18                     | 1                           | Uitslagen |
| 3      | 7 juli 1973   | Johan Kijne         | NED           | 2:24.30   | 2?     | Geen vrouwelijke deelnemers | Geen vrouwelijke deelnemers | Geen vrouwelijke deelnemers | Geen vrouwelijke deelnemers | Uitslagen |
| 2      | 22 juli 1950  | Ad Moons            | NED           | 2:58.12   | 1      | Geen vrouwelijke deelnemers | Geen vrouwelijke deelnemers | Geen vrouwelijke deelnemers | Geen vrouwelijke deelnemers | Uitslagen |
| 1      | 11 juli 1937  | Bram Groeneweg      | NED           | 2:54.03,6 | 2      | Geen vrouwelijke deelnemers | Geen vrouwelijke deelnemers | Geen vrouwelijke deelnemers | Geen vrouwelijke deelnemers | Uitslagen |

## Trivia
- In 2005 ging de Nederlander Joop Rüter de strijd aan met de Canadees Ed Whitlock, met als inzet het wereldrecord 70+. Ed Whitlock kwam als eerste over de finish in een tijd van 2:58.40
- De marathon van Rotterdam speelt een belangrijke rol in de film "De Marathon". In deze film lopen de eigenaars van een garage gesponsord de marathon van Rotterdam om hun bedrijf te redden. Voor deze film zijn opnames gemaakt tijdens de marathon van 2012.
- Deelnemers die de marathon van Rotterdam minimaal 10 keer hebben gelopen, worden Super Marathon Master genoemd en krijgen een eervolle vermelding en erespeld. Per 30 april 2023 waren dat 906 mannen en 92 vrouwen. Lopers die de marathon van Rotterdam minimaal 19 keer hebben voltooid, mogen vanaf de twintigste keer gratis deelnemen. Lopers die de marathon van Rotterdam minimaal 25 keer hebben voltooid, ontvangen VIP-tribunekaarten voor hun fans.[10]

1981 ·
1982 ·
1983 ·
1984 ·
1985 ·
1986 ·
1987 ·
1988 ·
1989 ·
1990 ·
1991 ·
1992 ·
1993 ·
1994 ·
1995 ·
1996 ·
1997 ·
1998 ·
1999 ·
2000 ·
2001 ·
2002 ·
2003 ·
2004 ·
2005 ·
2006 ·
2007 ·
2008 ·
2009 ·
2010 ·
2011 ·
2012 ·
2013 ·
2014 ·
2015 ·
2016 ·
2017 ·
2018 ·
2019 ·
2020 ·
2021 ·
2022 ·
2023 ·
2024 ·
2025
Actief:
Amsterdam ·
Burgh-Haamstede ·
Eindhoven ·
Enschede ·
Etten-Leur ·
Hilvarenbeek ·
Leiden ·
Oosterbierum ·
Rotterdam ·
Spijkenisse ·
Terneuzen ·
Terschelling ·
Utrecht ·
Zaltbommel

Niet meer actief:
Apeldoorn ·
Den Haag ·
Den Haag (strand) ·
Groningen Stad Marathon ·
Hoofddorp ·
Hoorn ·
Klazienaveen ·
Leeuwarden ·
Maassluis ·
Meerssen ·
Noordseschut ·
Scheveningen-Zandvoort ·
Schoorl ·